# 2009年夏季聽障奧林匹克運動會中華台北代表團
| 中華聽障奧會會旗             |      |      |      |      |      |      |
| 台北聽奧中華隊獎牌數逐日排位 |      |      |      |      |      |      |
| 順序                         | 9月  | 排名 | 金牌 | 銀牌 | 銅牌 | 獎牌 |
| 第1天                        | 6日  | 1    | 1    | 0    | 0    | 1    |
| 第2天                        | 7日  | 3    | 2    | 2    | 1    | 5    |
| 第3天                        | 8日  | 2    | 5    | 5    | 4    | 14   |
| 第4天                        | 9日  | 3    | 6    | 8    | 5    | 19   |
| 第5天                        | 10日 | 4    | 6    | 8    | 6    | 20   |
| 第6天                        | 11日 | 3    | 9    | 10   | 7    | 26   |
| 第7天                        | 12日 | 4    | 9    | 11   | 8    | 28   |
| 第8天                        | 13日 | 6    | 9    | 11   | 11   | 31   |
| 第9天                        | 14日 | 5    | 11   | 11   | 11   | 33   |
| 第10天                       | 15日 | 5    | 11   | 11   | 11   | 33   |
| 總計                         | 總計 | 5    | 11   | 11   | 11   | 33   |

2009年夏季聽障奧林匹克運動會中華台北代表團是中華民國（台灣）以“中華台北”名義，參與在台灣台北舉行的2009年夏季聽障奧林匹克運動會。本條目記錄本代表團成員在2009年聽障奧林匹克運動會的表現。本次保齡球項目囊括最多金獎牌(5金3銀1銅)，也是自上屆聽障奧運以來最好的成績。

## 代表團簡介
本次的賽事中華代表團共派出137人，並參加了田徑、羽球、籃球、沙灘排球、保齡球、自由車、手球、柔道、定向越野、射擊、游泳、桌球、跆拳道、網球、排球、空手道等項目。

### 獎牌項目
| 賽事     | 金牌 | 銀牌 | 銅牌 | 合計 |
| 保齡球   | 5    | 3    | 1    | 9    |
| 跆拳道   | 2    | 2    | 1    | 5    |
| 桌球     | 2    | 0    | 0    | 2    |
| 空手道   | 1    | 2    | 1    | 4    |
| 定向越野 | 1    | 1    | 0    | 2    |
| 田徑     | 0    | 1    | 3    | 4    |
| 射擊     | 0    | 1    | 2    | 3    |
| 網球     | 0    | 1    | 1    | 2    |
| 柔道     | 0    | 0    | 2    | 2    |
| 總 計    | 11   | 11   | 11   | 33   |

### 獎牌得主
| 奖牌 | 运动员           | 项目     | 赛事                           |
| ---- | ---------------- | -------- | ------------------------------ |
| 金牌 | 陳怡君           | 跆拳道   | 49公斤以下決賽                 |
| 金牌 | 呂思柔           | 跆拳道   | 女子49公斤至57公斤決賽         |
| 金牌 | 呂金鋒           | 空手道   | 男子75公斤至84公斤決賽         |
| 金牌 | 郭嘉秘           | 定向越野 | 女子短距離競速賽               |
| 金牌 | 張堯茜           | 保齡球   | 女子個人賽                     |
| 金牌 | 中華桌球代表隊   | 桌球     | 男子團體賽                     |
| 金牌 | 中華保齡球代表隊 | 保齡球   | 女子三人賽                     |
| 金牌 | 中華保齡球代表隊 | 保齡球   | 女子五人賽                     |
| 金牌 | 中華保齡球代表隊 | 保齡球   | 男子五人賽                     |
| 金牌 | 張堯茜           | 保齡球   | 女子盟主賽                     |
| 金牌 | 溫智璇           | 桌球     | 男子單人賽                     |
| 銀牌 | 林柏聰           | 跆拳道   | 男子58公斤至68公斤決賽         |
| 銀牌 | 戴文祺           | 空手道   | 男子60公斤至67公斤決賽         |
| 銀牌 | 林文芳           | 空手道   | 女子50公斤至68公斤決賽         |
| 銀牌 | 鄞綸宏           | 定向越野 | 男子短距離競速賽               |
| 銀牌 | 安慶隆           | 田徑     | 男子撐竿跳                     |
| 銀牌 | 高雅茹           | 射擊     | 女子25公尺手槍                 |
| 銀牌 | 中華保齡球代表隊 | 保齡球   | 女子雙人賽                     |
| 銀牌 | 黃培瑋           | 跆拳道   | 男子80公斤以上決賽             |
| 銀牌 | 中華保齡球代表隊 | 保齡球   | 女子三人賽                     |
| 銀牌 | 中華保齡球代表隊 | 保齡球   | 男子三人賽                     |
| 銀牌 | 中華網球代表隊   | 網球     | 女子雙打決賽                   |
| 銅牌 | 黃棋煬           | 空手道   | 男子67公斤至75公斤銅牌戰       |
| 銅牌 | 顏國承           | 跆拳道   | 男子68公斤至80公斤銅牌戰       |
| 銅牌 | 林香孜           | 保齡球   | 女子單人賽                     |
| 銅牌 | 徐偉倫           | 柔道     | 男子超輕量級60公斤以下銅牌戰   |
| 銅牌 | 林根             | 田徑     | 男子鏈球                       |
| 銅牌 | 林茂昌           | 柔道     | 男子中量級81公斤至90公斤銅牌戰 |
| 銅牌 | 廖瑞友           | 射擊     | 男子25公尺快射手槍 (限時速射)  |
| 銅牌 | 安慶隆           | 田徑     | 男子十項全能                   |
| 銅牌 | 高雅茹           | 射擊     | 女子10公尺空氣手槍             |
| 銅牌 | 何秋美           | 網球     | 女子單人賽銅牌戰               |
| 銅牌 | 中華田徑代表隊   | 田徑     | 男子4x100公尺接力賽            |

## 逐日表現

### 9月6日
- 跆拳道－女子組選手陳怡君先後擊敗俄羅斯以及希臘選手(比數8:0)獲得金牌，是本屆比賽中中華代表團的第一面的獎牌。

### 9月7日
- 跆拳道－男子組方面林柏聰於決賽中不敵韓國隊選手，以5:2落敗而獲得銀牌；而女子組方面呂思柔已7:0擊敗拉脫維亞選手而獲得金牌。
- 空手道－男子組戴文祺於決賽中不敵日本隊選手，已2:4落敗而獲得銀牌。而另一名中華隊選手黃棋煬則在銅牌戰中獲得銅牌。

### 9月8日
- 跆拳道－男子組的顏國承獲得銅牌。
- 空手道－男子組方面呂金鋒因決賽中的對手委內瑞拉選手於上一場惡性犯規被取消參賽資格，而不戰便獲得金牌；女子組的林文芳則是獲得銀牌。
- 定向越野－女子組的郭嘉秘獲得金牌；而男子組鄞綸宏的則是獲得銀牌。
- 保齡球－女子組個人賽中張堯茜以1134分最高分之姿獲的金牌，另一名選手林香孜因不敵韓國選手而獲得銅牌。
- 田徑－男子組撐竿跳部分安慶隆以4公尺55公分的成績獲得銀牌。
- 柔道－男子組方面徐偉倫獲得銅牌

### 9月9日
- 射擊－高雅茹於女子25公尺手槍賽終不敵韓國選手獲得銀牌。
- 保齡球－在雙人組比賽中王玉琴、陳溫妮以2140分數獲得銀牌。
- 跆拳道－男子組黃培瑋於金牌戰中不敵韓國的林大浩而獲得銀牌。
- 桌球－呼聲極高的男子桌球團體賽中，中華隊以3:1擊敗烏克蘭代表隊而獲得金牌。
- 田徑－男子組林根在鏈球項目擲出54.94公尺，破了自己所創下的54.27公尺全國紀錄，為中華隊再添一銅。

### 9月10日
- 柔道－男子組的林茂昌於銅牌戰中擊敗日本勁敵須川幸一，獲得銅牌。

### 9月11日
- 保齡球－女子三人賽在吳堯茜、林香芝及王玉琴以及陳溫妮、黃雅婷與薛秀珍2組隊員合作無間下，再以優異成績為中華隊搶下一金一銀。而男子三人賽中謝盛福、邱景陵、翁崇銘以3483分拿下銀牌。而稍後的5人女子以及男子團體賽又再度獲得2面金牌。
- 射擊－男子組的廖瑞友於男子25公尺快射手槍以總分695.1分勇奪銅牌。

### 9月12日
- 田徑－十項全能競賽中安慶隆已位居第三，拿下銅牌。
- 網球－在女子雙打金牌戰中，何秋美與何秋香不敵德國組合，終場以6比3、2比6、1比6，以1比2的盤數敗北，奪得銀牌；其中何秋香於第一局中雙腳抽筋仍繼續比賽，儘管敗陣，何秋香奮戰到底的精神，還是贏得現場觀眾熱烈掌聲，連對手也豎起大拇指，表達對何秋美、何秋香姊妹的尊敬。。

### 9月13日
- 射擊－在女子10公尺空氣手槍，高雅茹以第三名進入決賽，最後以465.4獲得銅牌。
- 網球－女子單人賽中何秋美最後以7比5、6比3擊敗日本阿部八千代，拿下銅牌。
- 田徑－在男子400公尺接力賽中中華代表隊最後以的成績奪下銅牌。

### 9月14日
- 保齡球－女子盟主賽，張堯茜擊敗日本老將松清俊子，順利拿下中華隊第10面金牌，這也是張堯茜在本屆聽奧的第四面金牌，與中國代表團桌球選手黃夢萍同為本屆聽奧女子最多金的選手。
- 桌球－男子單打決賽，溫智璇對上中國王聰，溫智璇僅花了不到半個小時，就以直落4獲勝，獲得金牌。

### 9月15日
本日中華隊無參與賽事。

## 田徑
- 選手：施彥宏、羅盛堂、王世偉、涂維軒、沈樺昉、徐子婷、黃楨德、林宗伯、周宗憲、林根、游峻彰、郭嘉秘、安慶隆、陳重宇、陳蘭鳳、劉姵芳

## 游泳
- 選手：黃宇民、廖政豪、潘宗延、潘政、韓尚諭、陳涓妮、陳梓盈、曾紓寧、謝宛錚

## 籃球
- 男子選手：江尚謙、江建廷、張稚萱、莫毓倫、莊詠智、陳俊諺、陳威宇、陳盛傑、謝鎮宇、蘇禹丞、蔡佳昕、盧冠价
- 女子選手：尤姿璇、永佳淳、周佩、許瑋玲、廖哲凰、劉祐榕、郭嘉秘、陳寀慈、張偉珊、林宜玲

## 桌球
- 選手：温智璇、楊榮宗、郭岳東、江豐明、陳莉蒨、張淑玲、張宜君、陳曉慧

## 羽球
- 選手：林建辰、王暉升、吳明亮、黃中漢、范榮玉、莊廷儀、陳慧、陳美玲

## 網球
- 選手：林群然、高大立、靳武龍、何秋美、何秋香、賴妤甄

## 保齡球
- 選手：謝盛福、邱景陵、龔勢竣、翁崇銘、張立孝、鄭仲欽、張堯茜、薛秀珍、陳溫妮、王玉琴、林香孜、黃雅婷

## 手球
- 選手：吳建忠、李平鴻、林昭穎、林政德、林宗志、許詩杰、陳建豪、陳禹良、黃茂穎、黃誌濤、劉孟昌、蔡漢川、王錦卿、周水成、邱信智、葉宗輝

## 排球
- 選手：朱俊樸、林時德、梁廷瑋、邱韋欽、葉韋良、李冠勳、李建穎、江紘彣、洪茂庭、王世中、葉勝龍

## 沙攤排球
- 選手：朱俊樸、林時德、周佩、尤姿璇

## 柔道
- 選手：徐偉倫、林茂昌、黃錫昇

## 跆拳道
- 選手：曾偉、林伯聰、顏國丞、黃培瑋、陳怡君、呂思柔、黃紫芸

## 空手道
- 選手：戴文祺、黃棋煬、呂金峰、林文芳

## 射擊
- 選手：郭士彰、廖瑞友、謝耀瑩、高雅茹、黃正豪、蕭健志、翁瑛鍈、朱宣潔

## 自由車
- 選手：鄭淮、林呈恩、曾孝華

## 定向越野
- 選手：廖永仁、鍾志誠、鄞綸宏、彭俊傑、吳宗翰、郭嘉秘

## 外部連結
- 中華民國聽障者體育運動協會（歷屆聽障奧林匹克運動會獎牌榜） （页面存档备份，存于）
- 2009年台北聽障奧林匹克運動會（页面存档备份，存于）（繁體中文）（英文）
- 2009年臺北聽障奧林匹克運動會志工資訊網（繁體中文）
- 聽障奧林匹克運動會官方網站（页面存档备份，存于）（英文）